# رود ارتیل
رود ارتیل (انگلیسی: Ertil) یک رودخانه در استان ورونژ کشور روسیه است.